# M&C Publishing
M&C Publishing je indonéská vydavatelská firma specializující se na komiksy. Patří do mediálního koncernu Kompas Gramedia.
Historie firmy sahá do 80. let, kdy působilo nakladatelství Komik Majalah, vydávající různé zahraniční komiksy. Na konci 90. let se společnost zaměřila na vydávání mangy, která se stala populární na indonéském trhu.
M&C Publishing patří k největším vydavatelům komiksů v Indonésii. V průběhu roku vydává 600 komiksových titulů, z nichž většina jsou zahraniční tituly.